# Lete (Mustang)
Lete (Nepali लेते) ist ein Dorf im Distrikt Mustang in der Provinz Gandaki im oberen Flusstal des Kali Gandaki.
Der Ort Lete liegt auf einer Höhe von 2500 m am westlichen Flussufer des Kali Gandaki im äußersten Süden des Distrikts. Der Ort liegt am Annapurna Circuit an der Straße zum 30 km weiter nördlich gelegenen Jomsom.

## Einwohner
Im Jahr 2001 betrug die Einwohnerzahl 914. Bei der Volkszählung 2011 hatte Lete 839 Einwohner (davon 441 männlich) in 222 Haushalten.

## Dörfer und Weiler
Lete besteht aus mehreren Dörfern und Weilern:
- Dhaiku (2200 m)
- Dhampu (2610 m)
- Ghansa oder Ghasa (2000 m ⊙)
- Ghumaune (2230 m)
- Kalapani oder Kalopani (2540 m ⊙)
- Kokhethanti (2520 m ⊙)
- Lete (2500 m ⊙)
- Lhakyor (2780 m)
- Misi (2340 m)
- Pari Letekhola (2400 m)
- Thakkholaga (2500 m)